# 박종철인권상
박종철인권상은 국가권력의 부당한 폭압에 맞서 민주주의와 인권 신장을 위해 노력해 온 사람이나 단체 또는 소수자와 사회적 약자의 인권을 지키고 향상시키기 위해 노력해 온 사람이나 단체에 대하여 사단법인 민주열사박종철기념사업회가 2003년에 제정한 상이다.

## 역대 수상자
| 연도        | 수상자                                                           | |
| ----------- | ---------------------------------------------------------------- | --- |
| 2003년 1회  | 이인영                                                           | 전대협 초대의장 |
| 2004년 2회  | 윤기진(범청학련 남측본부 의장)                                   | |
| 2004년 2회  | 황선(범청학련 남측본부 대변인)                                   | |
| 2005년 3회  | 이동진(한총련 조국통일위원장, 경상대총학생회장, 대구구치소 구금) | 경상대 총학생회장과 부산대 총학생회장 출신으로 오랜 정치 수배 뒤에도 다른 수배 동지들을 위한 투쟁을 계속했고 박종철 열사의 고향에서 민주화 운동과 조국 통일 운동을 계승해 온 점이 선정 이유, 조국 통일 투쟁을 벌이다 현재 투옥                                                                                   |
| 2005년 3회  | 최승환(한총련 의장, 부산대총학생회장, 부산구치소 구금)           | 경상대 총학생회장과 부산대 총학생회장 출신으로 오랜 정치 수배 뒤에도 다른 수배 동지들을 위한 투쟁을 계속했고 박종철 열사의 고향에서 민주화 운동과 조국 통일 운동을 계승해 온 점이 선정 이유, 조국 통일 투쟁을 벌이다 현재 투옥                                                                                   |
| 2006년 4회  | 고속철도(KTX) 여승무원 노조                                      | 여승무원들이 정당한 노조활동 과정에서 부당하게 정리해고 당하면서도 신념을 꺾지 않은 점 |
| 2007년 5회  | 이시우(사진작가)                                                 | 주한미군 기지를 비롯한 군사 시설 등을 촬영한 사진과 북한의 대남선전 내용을 인터넷에 올린 혐의(국가보안법 위반) 등으로 구속수감된 뒤 단식 투쟁. 국보법 위반 혐의를 받고 있는 작가의 사진 중 하나는 인터넷 개인블로그에서도 흔히 검색되는 사진에 불과하며 작가를 구속한 것은 표현과 언론의 자유에 대한 명백한 탄압 |
| 2009년 6회  | 도한영 6.15공동선언실천남측위원회 부산본부 사무처장              | |
| 2011년 7회  | 김진숙 전국민주노동조합총연맹 김진숙 부산본부 지도위원           | 151일째 한진중공업 정리해고 철회를 요구하며 크레인에서 고공농성을 벌이고 있다. 노동자들의 삶을 다룬 '소금꽃나무'를 출간하기도 했다. |
| 2012년 8회  | 김석진 현대미포조선 현장노동자투쟁위 의장                        | |
| 2013년 9회  | 밀양 송전탑 건립을 반대하며 싸우고 있는 밀양 할머니들과 할아버지 | |
| 2014년 10회 | 수상자 없음                                                      | 유서 대필 조작사건의 피해자로 23년간 고통을 받아오다 지난 3월 재심에서 무죄를 선고받은 강기훈 씨(52세)를 만장일치로 선정하였으나, 강기훈씨는 고심 끝에 “자신은 특별히 한 일이 없기 때문에 상을 받을 자격이 없다”며 수상을 고사하였다.                                                                            |
| 2015년 11회 | 김봉대 (78)                                                      | 반핵인권운동가이자 반핵인권운동가로 활동하다 10년 전 숨진 원폭2세 김형률 씨의 부친 |
| 2016년 12회 | 백남기                                                           | "평생을 우리 사회 민주주의와 농민의 권익 옹호에 앞장서 온 백남기 선생에 대한 존경과 감사의 마음을 담아, 그리고 기적적인 회생을 바라는 이들의 간절한 마음을 담아 이 상을 드리기로 했다." 박종철인권상심사위원회 2016년 6월 8일 선정.                                                                              |
| 2017년 13회 | 416가족협의회(위원장 전명선)                                     | 세월호 참사 진상규명을 위한 활동 |
| 2018년 14회 | 마석모란공원 민족민주열사 묘역 정비단(단장 허영구)               | 2013년부터 자발적인 참여와 헌신적인 노력으로 이곳을 정비하고 보전하는 활동을 해오면서 민주열사들이 몸과 얼을 바쳐 이뤄낸 자유와 평등의 이념을 평범한 우리의 일상 속에서 되살려내는 귀한 노력 |

## 같이 보기
- 박종철